# Петров, Павел Петрович
Па́вел Петро́вич Петро́в (26 января 1882, деревня Солпяково, Псковская губерния — 24 июля 1967, Санта-Клара, Калифорния) — генерал-майор (1919). Участник Первой мировой и Гражданской войн. Видный деятель Белого движения в Поволжье и Сибири.

## Биография
Родился в крестьянской семье. Окончил земскую школу, служил рассыльным при земском начальнике, учеником писаря, затем помощником писаря в волостном правлении, письмоводителем при земском начальнике, занимался самообразованием. Осенью 1903 поступил вольноопределяющимся в дислоцировавшийся в Пскове Иркутский пехотный полк.

### Образование и начало офицерской службы
Окончил Санкт-Петербургское пехотное юнкерское училище (1906), Императорскую Николаевскую Академию Генерального штаба (1913) — по 1-му разряду. В 1909—1910 служил в 3-м Финляндском стрелковом полку, куда был выпущен подпоручиком. Поручик (1909). Штабс-капитан (1913). С 1914 г. — командир роты в 170-м Молодеченском пехотном полку (где проходил строевой ценз).

### Участие в Первой мировой войне
Войну начал в составе 170-го Молодеченского пехотного полка. С 1914 г. служил в штабе 29-й пехотной дивизии 2-го армейского корпуса, затем возглавлял отделение разведки и фотограмметрии в штабе 1-й армии. В 1915 г. произведён в капитаны. Участвовал в сражениях в Восточной Пруссии, Польше, в боях у Гродно и Сейны (1915), в ликвидации прорыва немецких войск у Молодечно и в ряде других сражений. С 11 ноября 1915 г. служил помощником старшего адъютанта отделения генерал-квартирмейстера штаба 1-й армии. С 1916 служил в штабе 1-го Сибирского корпуса. Участвовал в полётах на аэроплане «Фарман» с целью разведки и фотографирования позиций противника.
В 1917 — подполковник, был командирован в Ставку Верховного главнокомандования «для составления наставления по разведке». 

### Участие в Гражданской войне
В марте 1918 г. по распоряжению Троцкого вместе со штабом армии эвакуировался в Самару для организации новых частей Поволжского военного округа, в апреле — июне 1918 служил в штабе Поволжского военного округа Красной армии. Примкнул к антибольшевистскому выступлению в Самаре 8 июня 1918 и поступил на службу в Народную армию КОМУЧа. С 9 июня 1918 — начальник оперативного отдела Военного штаба Народной армии Комитета членов Учредительного собрания (с 29 июля 1918 — Главного управления Генерального штаба Военного ведомства Комуча). Командир 3-го Самарского стрелкового полка, генерал-квартирмейстер штаба самарской группы войск. Полковник (декабрь 1918 г.).
В армии Верховного правителя А. В. Колчака — начальник штаба 6-го Уральского армейского корпуса (3 января — 26 мая 1919), помощник начальника снабжения Западной армии, начальник 4-й Уфимской стрелковой дивизии (с 18 сентября 1919 по 23 марта 1920). Участник Великого Сибирского ледяного похода. 14 декабря 1919 назначен командующим 3-й армией (вместо тяжело больного генерала В. О. Каппеля). Формально являлся им до 23 января 1920, однако из-за отсутствия связи с армией вступить в должность реально не смог и продолжал командовать 4-й дивизией до прихода в Читу. Генерал-майор (декабрь 1919 г.).
С марта 1920 — начальник снабжения Дальневосточной армии, начальник русской военной миссии на станции Маньчжурия.
После поражения под Читой 10 ноября 1920 эмигрировал в Китай. В мае — июне 1921 — начальник штаба Белоповстанческой армии, участвовал в Хабаровском походе под командованием генерала В. М. Молчанова. С 10 августа 1922 — начальник штаба Приамурской Земской рати (так назывались вооружённые силы генерала М. К. Дитерихса в Приморье). Покинул Приморье у села Новокиевки 1 ноября 1922, эвакуировавшись с армией в Хунчун.

### Жизнь в эмиграции
Жил в Дайрене, Харбине, с 1923 — в Мукдене. Был начальником станции на КВЖД, работал в иностранной фирме. Являлся начальником канцелярии Дальневосточного отдела Русского общевоинского союза (РОВС) в Мукдене. С 1930 жил в Шанхае, куда переехал по приглашению генерала Дитерихса.
В 1933 был командирован генералом Дитерихсом в Японию для того, чтобы добиться возвращения части золотого запаса (на сумму 1 млн 270 тысяч золотых рублей), который был в конце 1920 сдан генералом Петровым под расписку японской военной миссии, так как белые не решались везти золото во время переброски войск через Китай в Приморье. Инициировал судебный процесс, который затянулся и не привёл к каким-либо результатам. Исполнял обязанности начальника отдела РОВС в Японии. Во время Второй мировой войны генерал был вынужден согласиться с предложением японских властей прекратить дело в обмен на оплату ими судебных издержек. Являлся председателем общества русских эмигрантов в Японии (1937 г.) и заведующим русской школой при православном соборе в Токио. С 1947 жил в Сан-Франциско (США), преподаватель русского языка в армейской школе в Монтерее (1948—1955), председатель Общества ветеранов Великой войны (1953—1962). С 1955 жил в Беркли, затем в Санта-Кларе.
Похоронен на Сербском кладбище города Колма близ Сан-Франциско.

## Семья
Жена — Ольга Петровна, урождённая Степанова, во время Первой мировой войны и Гражданской войны была сестрой милосердия, участница Великого Сибирского Ледяного похода. В эмиграции занималась литературной деятельностью и благотворительностью, организовывала кампании помощи детям эмигрантов.
Сыновья:
- Сергей (магистр истории, автор работ по русской истории, менеджер крупной страховой компании в США);
- Никита (инженер, директор крупной цементной компании);
- Дмитрий (учёный-физик, доктор наук).

## Труды[1]
- Петров П. П. От Волги до Тихого океана в рядах белых: (Воспоминания): 1918—1922 гг. — Рига: М. Дидковский, 1930. — 250 с.
- Петров П. П. Крушение Императорской России: 20 лет спустя от февральской революции. — Харбин: Зайцев, 1938. — 151 с. — (Из летописи русской революции).
- Петров П. П. Роковые годы. 1914—1920. — Майн-Зоссенхейм: Posev, 1965. — 271 с. — (Источник – Фостер Л. Библиография русской зарубежной литературы. 1918–1968. – Бостон, 1970. – Т. 2. – С. 871).

## Награды
- Орден Святого Станислава 3-й степени (ВП 8.05.1913)
- мечи к ордену Святого Станислава 3-й степени (ВП 6.07.1915)
- Орден Святой Анны 2-й степени с мечами (ВП 3.05.1916)
- Орден Святого Станислава 2-й степени с мечами (ВП 3.06.1916)
- Орден Святой Анны 4-й степени с надписью "За храбрость" (ВП 15.01.1917)